# Bembé
Een Bembé is een religieuze Santería-bijeenkomst of -festival dat wordt gehouden ter ere van een Orisha. 
Onder bembé worden soms ook de (Batá)-drums verstaan die worden gebruikt in bembéceremonies. 